# Estación Petecuy
Petecuy es una de las estaciones del Sistema Integrado de Transporte MIO, en la ciudad de Cali, inaugurado en el año 2008.

## Ubicación
Se ubica en la calle 15 con carrera 8.

## Características
La estación tiene dos ingresos peatonales en cada extremo. Cuenta con tres vagones, cada uno de ellos con puertas de acceso en solo un sentido de la vía, sumando un total de tres puertas, debido a que está construida sobre una vía unidireccional. Esto también pasa con las demás estaciones del centro ubicadas sobre las calles 13 y 15.
Su pictograma son dos colgantes tumbaga en forma de coroncoro de la cultura sinú.

## Servicios de la estación

### Rutas expresas
| Ruta | Estación Origen             | Estación Destino            | Sentido (N/S) |
| ---- | --------------------------- | --------------------------- | ------------- |
| E21  | Terminal Menga Av 3N Cl 70N | Universidades Cra 100 Cl 16 | Sur - norte   |

### Rutas troncales
| Ruta | Estación Origen                        | Estación Destino            | Sentido (N/S) |
| ---- | -------------------------------------- | --------------------------- | ------------- |
| T31  | Terminal Paso del Comercio Cra 1 Cl 71 | Universidades Cra 100 Cl 16 | Sur - norte   |
| T37  | Terminal Paso del Comercio Cra 1 Cl 71 | Capri Cl 5 Cra 78           | Sur - norte   |
| T40  | Terminal Andrés Sanín Cl 75 Cra 19     | Centro                      | Sur - norte   |
| T42  | Pízamos                                | Terminal de Transportes     | Sur - norte   |
| T50  | Nuevo Latir Cra 28D Cl 79              | Centro                      | Sur - norte   |

### Rutas pretroncales
| Ruta | Origen                              | Trayecto                                        | Destino                            |
| ---- | ----------------------------------- | ----------------------------------------------- | ---------------------------------- |
| P21A | Universidades Cra 100 Cl 16         | Caney - Cl 54 - Cra 46 - Cl 27                  | Versalles Av 3N Cl 21              |
| P21E | Universidades Cra 100 Cl 16         | Av. Pasoancho - Centro - Av. Américas - Av 6N   | Terminal Menga Av 3N Cl 70N        |
| P24B | Centro                              | C.A.M. - Av 6N - Cl 44 - Cra 8                  | Terminal Andrés Sanín Cl 75 Cra 19 |
| P27D | Capri Cl 5 Cra 78                   | Cl 9 - Centro - Av 6N                           | Terminal Menga Av 3N Cl 70N        |
| P30B | Centro                              | Av. Américas - Cl 34N - Cr 5N - Cr 4N           | Floralia                           |
| P52D | Ciudad Córdoba                      | Cra 46 - Cl 27 - Centro - Av 3N                 | Terminal de Transportes            |
| P60B | Terminal Simón Bolívar Cl 25 Cra 66 | Cr 66 - Cl 14 - Cl 13 - Cra 23 - Cl 15          | Centro                             |
| P62D | Terminal Simón Bolívar Cl 25 Cra 66 | Cl 16 - Cra 39 - Cl 14 - Cl 13 - Centro - Av 4N | Las Américas Av 3N Cl 23AN         |

### Rutas circulares
| Ruta | Origen                                 | Trayecto                                                                          | Destino                                |
| ---- | -------------------------------------- | --------------------------------------------------------------------------------- | -------------------------------------- |
| C302 | Terminal Menga Av 3N Cl 70N            | Cl 70 - Cr 1 - Av. Américas - Centro - Av 6N                                      | Terminal Menga Av 3N Cl 70N            |
| C320 | Terminal Paso del Comercio Cra 1 Cl 71 | Cl 70 - Av 6N - Centro - Av. Américas - Cr 1                                      | Terminal Paso del Comercio Cra 1 Cl 71 |
| C502 | Nuevo Latir Cra 28D Cl 79              | Troncal Aguablanca - Centro - Av 3N - Cl 70 - Av. Ciudad de Cali - Cl 121 - Cr 27 | Nuevo Latir Cra 28D Cl 79              |

### Rutas alimentadoras
| Ruta | Origen                | Trayecto             | Destino |
| ---- | --------------------- | -------------------- | ------- |
| A01A | San Bosco Cra 15 Cl 9 | Cl 15 - Av 2N - Cl 8 | C.A.M.  |